# Septem pagi

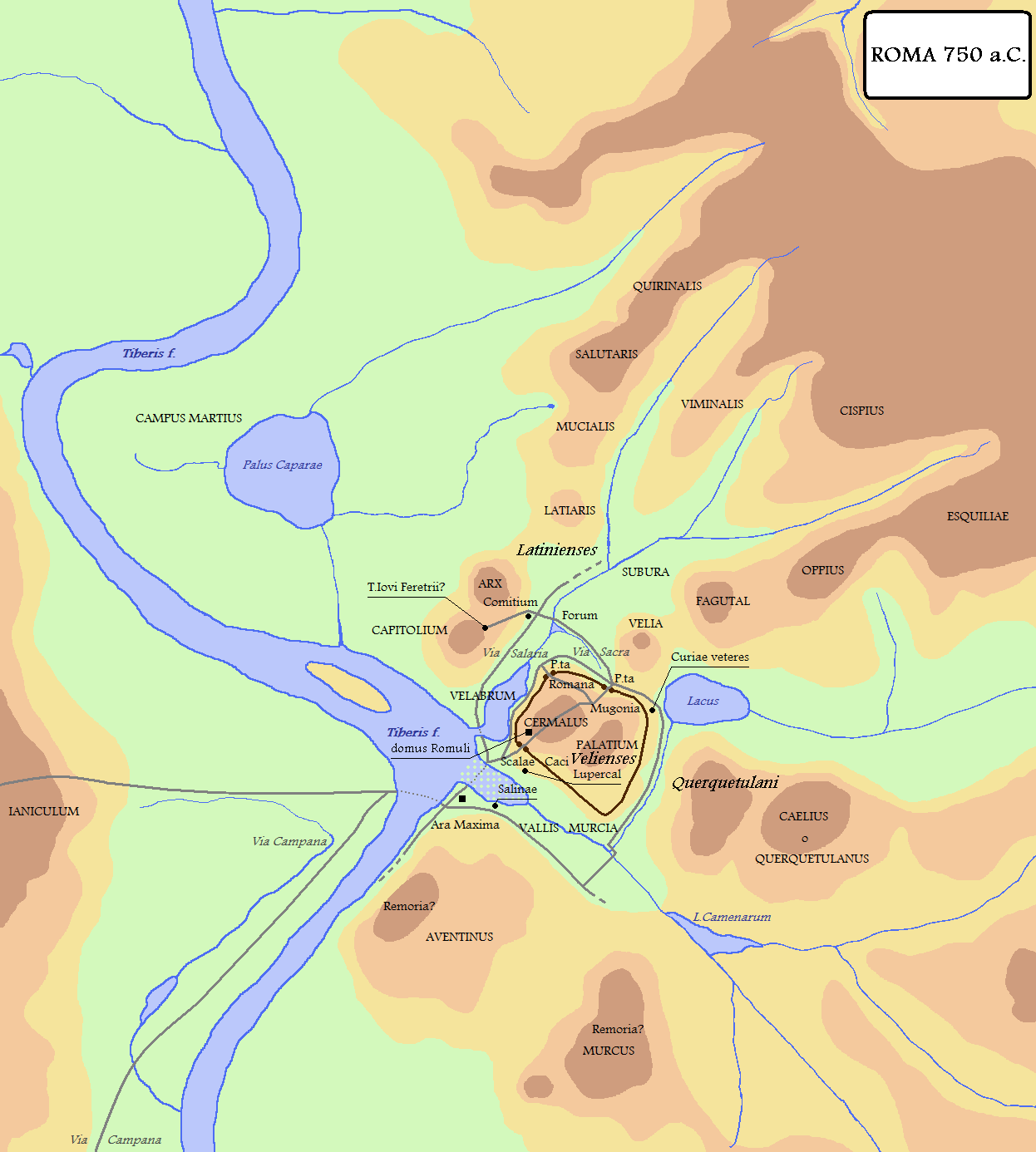
La Roma quadrata en el año de su fundación (en el año 753 a. C.) y el territorio de Septem pagi, al oeste de la isla Tiberina, en la parte izquierda del mapa.

Septem pagi (griego: Ἑπτὰ Πάγοι) era el nombre dado a un área cerca de Roma, en la orilla derecha del Tíber.
De acuerdo con la tradición de lo informado por Dionisio de Halicarnaso y Plutarco, Septem pagi significó que una parte del territorio de Veyes que fue transferido a los romanos durante el reinado de Rómulo. Los autores, seguido de Dionisio de Halicarnaso, este territorio fue cedido a los etruscos en virtud de un tratado con Lars Porsena, rey de Clusium, luego pasó a los romanos. Tito Livio relata los mismos hechos, sin dar el nombre del territorio.